# Paddy Coad
Paddy Coad, né le 4 avril 1920 à Waterford et mort le 3 août 1992, est un ancien joueur et entraîneur de football irlandais. Il a été joueur pour les clubs irlandais de Waterford United et des Shamrock Rovers et pour le club nord-irlandais de Glenavon FC. Il a été sélectionné onze fois en équipe de la république d'Irlande de football. Paddy Coad était un attaquant, jouant à proximité de l’avant centre que ce soit à droite ou à gauche dans le dispositif tactique du WM, assez prolifique : il a marqué 126 buts en championnat d'Irlande de football, 41 en Coupe d'Irlande de football. Lors de la saison 1947-1948, il a été le meilleur buteur du championnat. Coad a ensuite été entraîneur. Il a commencé comme entraîneur-joueur aux Shamrock Rovers, emmenant l’équipe vers trois titres de champions d’Irlande et deux victoires en Coupe d’Irlande avant d’entrainer son club d’origine, Waterford United, et de le mener vers sa toute première victoire en championnat d’Irlande.

## Les premières années
Paddy Coad a été scolarisé à l’école De La Salle dans Stephen Street à Waterford. En sport il s’est d’abord distingué dans le hurling et le tennis de table dont il a été champion scolaire du Munster. Il commence le football dans un club local réservé à la formation des jeunes dans Lower Yellow Road, le Corinthians. Il est vite remarqué par le grand club senior de la ville, le Waterford United qui l’engage et le fait débuter en Championnat senior alors qu’il n’a que 17 ans. Après une seule saison, il s’engage avec le club nord-irlandais de Glenavon FC où il reste jusqu’à l’interruption du championnat pour cause de Deuxième Guerre mondiale en 1939. Il retourne alors à Waterford où en 1940-1941 il termine avec son club deuxième du championnat derrière Cork United et finaliste de la Coupe d’Irlande. Cette année-là Waterford United aurait pu gagner le championnat si les joueurs n’avaient pas refusé de se déplacer pour le match d’appui déterminant le titre de champion pour protester contre le refus de la direction du club de donner un bonus financier pour le titre.

## Aux Shamrock Rovers
Paddy Coad signe au Shamrock Rovers Football Club en 1942 et fait ses débuts pour le club du sud de Dublin le 8 février 1942 en Coupe d'Irlande contre Brideville. Durant ses premières saisons, jouant aux côtés de Peter Farrell, Tommy Eglington, Jimmy McAlinden et Tommy Breen, il participe grandement à la victoire du club dans trois Coupes d’Irlande.
En novembre 1949, après le décès soudain de l’entraîneur Jimmy Dunne, Coad accepte, plus ou moins à contrecœur, de devenir entraîneur-joueur. Il recrute plusieurs jeunes joueurs, dont Liam Tuohy et forme une équipe qui est vite surnommée les « Révolvers de Coad » (« Coad’s Colts »). Cette équipe gagne 19 trophées entre 1954 et 1959, dont 3 titres de champions et deux coupes d’Irlande. En 1957, les Rovers font leurs grands débuts en Coupe d’Europe. Malgré une défaite 9-2 au total des deux matchs, Coad, âgé de 37 ans, est le meilleur joueur du match à Old Trafford.

## En équipe nationale
Entre 1946 et 1952, Paddy Coad fait 11 apparition sous le maillot vert de l’équipe nationale irlandaise et marque 3 buts. Il fait ses débuts internationaux le 30 septembre 1946 au cours d’un match perdu 1-0 contre l’Angleterre. Il marque son premier but le 2 mars 1947 contre l’équipe d’Espagne, au cours d’un match gagné 3 buts à 2 par les Irlandais où il est aussi impliqué dans les deux autres buts de son équipe.
Le 22 mai 1949, il marque le seul but lors de la victoire de l’Irlande sur le Portugal. Son troisième but en équipe nationale arrive le 30 mai 1951 au cours d’une victoire 3-2 en Norvège. Il y marque le but de la victoire après que son équipe ait été menée au score par 2 à 0.
Paddy Coad joue son dernier match en équipe nationale lors de la déroute subie en Espagne, 6 à 0, le 1er juin 1952.

## Son palmarès
Shamrock Rovers
- Championnat d'Irlande de football : 3
  - 1953-54, 1956-57, 1958-59
- Coupe d'Irlande de football : 4
  - 1944, 1945, 1948, 1956
- League of Ireland Shield : 4
  - 1954-55, 1955-56, 1956-57, 1957-58
- Leinster Senior Cup : 4
  - 1955, 1956, 1957, 1958
- Dublin and Belfast Intercity Cup : 4
  - 1943, 1946, 1947, 1949
- Top Four Cup : 2
  - 1956, 1958

Waterford
- Championnat d'Irlande de football : 1
  - 1965-66

## Sources
- The Hoops Paul Doolan et Robert Goggins  (ISBN 0-7171-2121-6)
- (en) Stephen McGarrigle, The Complete who's who of Irish international football : 1945-1996, Edimbourg, Mainstream Publishing, octobre 1996, 237 p. (ISBN 1-85158-894-9), p. 40